# Helmut Apffel
Helmut Apffel (* 17. April 1911 in Düsseldorf; † 31. Januar 2007 in Zweibrücken) war ein deutscher Philologe, Lokalhistoriker und Pädagoge.

## Leben
Apffel besuchte die Schule in Ludwigshafen am Rhein und studierte Philologie, Geschichtswissenschaften und Archäologie an den Universitäten Hamburg und Erlangen.
Von April 1954 bis Juli 1975 war Apffel Leiter des humanistischen Herzog-Wolfgang-Gymnasiums in Zweibrücken. In dieser Zeit war er auch wissenschaftlich tätig und schrieb etliche Abhandlungen, deren Themen weit gestreut waren – von der Pädagogik über die Verfassungsdebatte bei Herodot bis zur pfälzischen Mundart. Im Jahr 1959 promovierte er an der Universität Erlangen zum Dr. phil., nachdem er seine Dissertation Die Verfassungsdebatte bei Herodot (3,80-82) vorgelegt hatte (Philosophische Fakultät, 15. April 1958). Diese Dissertation fand in der Fachwelt allergrößte Beachtung.
Apffel war Vorstandsmitglied des historischen Vereins in Zweibrücken und maßgeblich am Wiederaufbau des Zweibrücker Schlosses beteiligt. Er war einer der Gründer der „Westricher Geschichtstreffen“. Im Jahre 1971 verlieh ihm die Stadt Zweibrücken die Stadtplakette.

## Schriften
- Denkmäler einer unvergänglichen Kultur  (1953)
- Das Bildungsproblem unserer Zeit (1955)
- Soll man zu allem schweigen? (1959)
- Strukturwandel bei höheren Schulen? (1965)
- Das Gymnasium Bipotinum- eine Heimstätte der Geisteswissenschaft (1973)
- Erinnerung an Herzog Christian IV. (1975)
- Von Sprachlenkung und Manipulation (1981)
- Haben wir noch Sprachkultur? (1987)
- Männer von Format (1991)
- Geschichte ohne Grenzen (1992)